# Giuseppe Giovanni Antonio Meneghini
Giuseppe Giovanni Antonio Meneghini fue un político, naturalista, algólogo, micólogo, y geólogo italiano (1811 , Padua - 1889 , Pisa).

## Biografía
Giuseppe Giovanni Antonio Meneghini se graduó en medicina, por la Universidad de Padua en 1834. En 1835, sería asistente en la cátedra de botánica, y en 1839, profesor ordinario de Ciencias preparatorias para la cirugía. En 1848, su papel en el movimiento revolucionario le hizo perder su puesto en la Universidad de Padua.
Meneghini se instala en Pisa donde es nombrado, en 1849, profesor de Mineralogía y de Geología, y director del Museo de la Universidad de la ciudad. Reemplazó a Leopoldo Pilla (1805-1848) quien había perdido la vida en la "batalla de Curtatone", que enfrentó a 5000 voluntarios (principalmente estudiantes de las Universidades de Toscana) contra 30 000 soldados austríacos.
Meneghini fundó la Escuela geológica de Pisa, y aceptó la cátedra de Geografía Física dos años más tarde (1851). En 1870, se convirtió en director del Museo de Pisa. En 1874, fue profesor ordinario de Geología, de Pisa.
Meneghini fue autor de numerosas publicaciones y monografías sobre temas de fisiología, medicina, botánica (en particular: ficología). Posteriormente se ocupó de la geología.

## Publicaciones mayores
- Della teorica degli innesti (Prof. G. Meneghini)Giornale agrario lombardo-veneto e continuazione degli annali universali di tecnologia, di agricoltura, di economia rurale e domestica, di arti e mestieri (1848 giu, Serie 2, Volumen 9, Fascículo 6)

- Storia naturale - Ricerche sulla struttura del caule nelle piante monocotiledoni, di G. Meneghini - Mantissa muscorum J. De Notaris - Plantae quaedam Aegypti ac Nubiae enumeratae qtque illustratae a R. De Visiani - Biblioteca Italiana ossia Giornale di letteratura scienze ed arti (diciembre de 1836, Volumen 84, Fascículo)

## Honores
- En 1886 electo senador de la XVIª Legislatura del Reino de Italia
- En 1860 fue nominado socio de la Academia nacional de las Ciencias
- Gran Oficial de la Corona de Italia
- Consejero de la Orden del Mérito Civil de Saboya
- Consejero de la Real Orden de Prusia para la ciencia y las artes

## Epónimosen Mineralogía
Una especie mineral le fue dedicada : la meneginita.